# Jean-Louis Cohen
Pour les articles homonymes, voir Cohen.
Jean-Louis Cohen, né le 20 juillet 1949 à Paris et mort le 7 août 2023 à Chassiers, est un historien de l'architecture et de l'urbanisme français du XXe siècle. Figure de renommée internationale, il a aussi été commissaire d'exposition, professeur de plusieurs universités en France comme à l'étranger et notamment invité au collège de France, et fondateur de la Cité de l'architecture et du patrimoine.

## Biographie
Jean-Louis Cohen naît le 20 juillet à Paris. Petit-fils du linguiste Marcel Cohen, il est le fils de résistants communistes, le biologiste et journaliste Francis Cohen et l'ingénieure chimiste Marie-Elisa Nordmann rescapée d'Auschwitz. 

### Études et engagements politiques
C'est à l'été 1965, à l'occasion d'un voyage dans un voyage au centre de vacances de Orlionok en URSS, qu'il découvre et s'intéresse à l'architecture moderne soviétique. Durant ses études à l’École spéciale d'architecture, où il obtient le diplôme d'architecte délivré par le gouvernement en 1973, il découvre les travaux d'Anatole Kopp qui l'invitera par la suite à travailler sur l’architecture soviétique.Il obtient ensuite un doctorat en histoire de l'art en 1985 et est habilité à diriger des recherches en 1992 à l'École des hautes études en sciences sociales.
Membre de l'Union des étudiants communistes, il est membre du Bureau national de l'UNEF Renouveau en 1971 et 1972. Il prend ensuite ses distances avec le PCF tout en en restant proche.

### Carrière universitaire et scientifique
Il est l'auteur de multiples travaux sur l'architecture et les villes au XIXe, XXe et XXIe siècles. Il a dirigé le programme de recherche architecturale du ministère de l'Équipement (1979-1983), avant d'occuper une chaire de recherche à l'École d'architecture Paris-Villemin (1983-1996), puis la chaire d'histoire des villes à l'Institut français d'urbanisme de l'université Paris-VIII (1996-2005). En 1994, il est nommé professeur d'histoire de l'architecture à l'Institute of Fine Arts de l'université de New York. Le ministère de la Culture lui confie en 1997 la création de la Cité de l'architecture et du patrimoine, où il a dirigé l'Institut français d'architecture jusqu'en 2004 et le Musée des monuments français jusqu'en 2003.

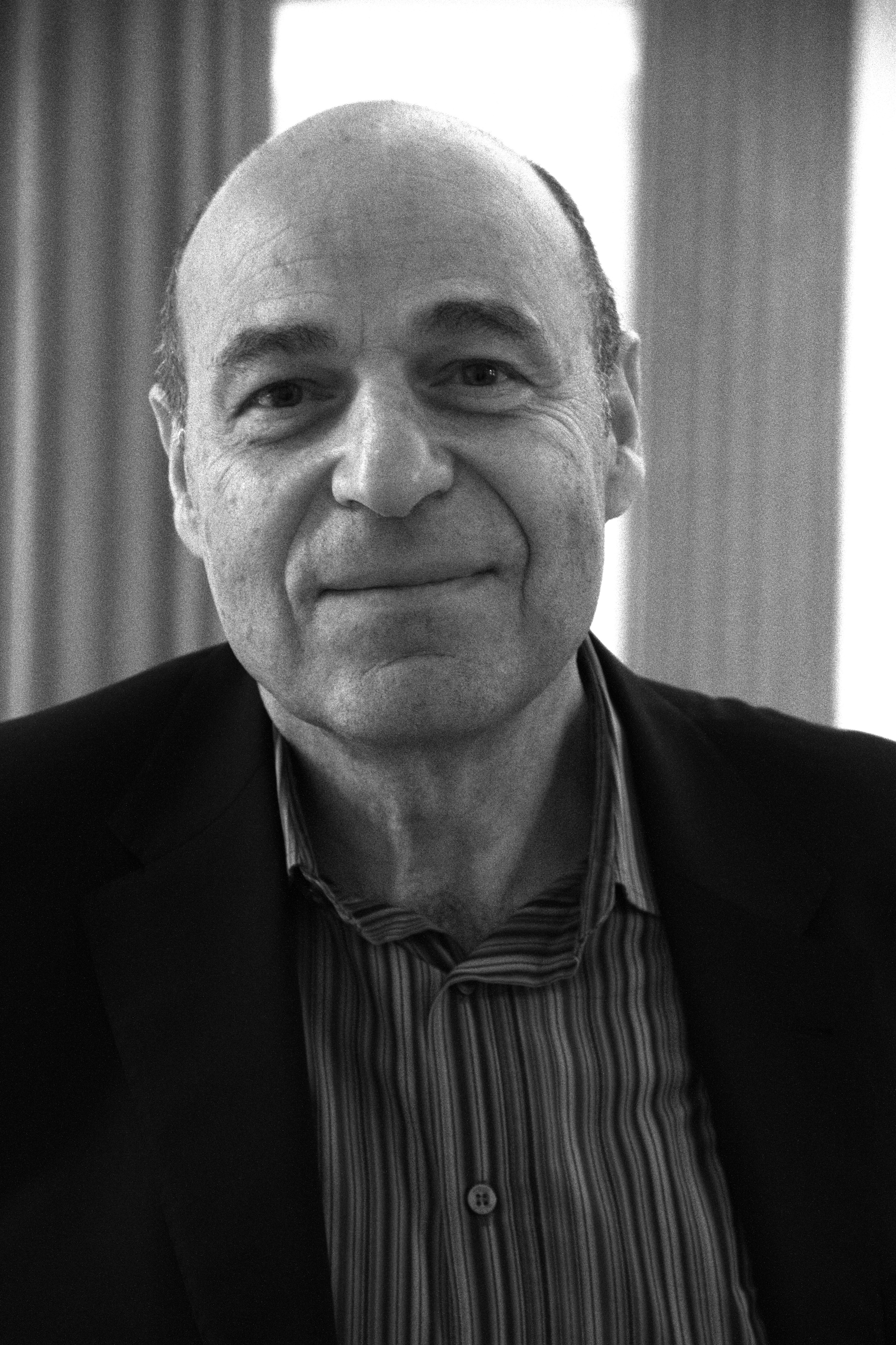
Jean-Louis Cohen (2013)

Il est par ailleurs l'un des fondateurs de la Cité de l'architecture et du patrimoine, et a été membre des conseils scientifiques du Museum of Modern Art de New York, du Centre canadien d'architecture de Montréal et de la Getty Grant Program (en) de Los Angeles.
Il a été professeur invité au Collège de France (à partir de 2014) et il a été commissaire d'exposition.
Il publie au long de sa carrière des ouvrages et de nombreux articles
Il meurt le 7 août 2023 dans sa maison à Chassiers en Ardèche,,

## Publications
- Jean-Louis Cohen (dir.) et Ariella Masboungi (dir.), New-York, réguler pour innover, les années Bloomberg, Marseille, Parenthèses, 2014.
- Jean-Louis Cohen, L'Architecture au futur depuis 1889, Paris, Phaidon, 2012, 527 p.  (ISBN 978-0-7148-6333-7).
- Jean-Louis Cohen (dir.) et Hubert Damisch (dir.), Américanisme et Modernité : l'idéal américain dans l'architecture, Paris, Flammarion, coll. « Histoire et théorie de l'art », 1992, 446 p. (ISBN 2-08-013601-1 et 978-2-08-013601-5, OCLC 29254851, BNF 35581521)Colloque, Paris, octobre 1985
- Jean-Louis Cohen, Mies van der Rohe, Paris, Hazan, coll. « Architecture », 1994, 1re éd., 143 p. (ISBN 2-85025-334-0 et 978-2-85025-334-8, OCLC 416776846, BNF 35690378).
- Jean-Louis Cohen (dir.), Les Années 1930 : l'architecture et les arts de l'espace entre industrie et nostalgie, Paris, éditions du Patrimoine, 1997, 262 p. (ISBN 2-85822-167-7 et 978-2-85822-167-7, OCLC 465659514, BNF 36170055)Publié à l'occasion de l'exposition, 23 janvier-15 avril 1997, organisée par la Direction du patrimoine, Musée des Monuments français et la Réunion des musées nationaux pour le compte de la Caisse nationale des monuments historiques et des sites.
- Jean-Louis Cohen et Monique Eleb, Casablanca : mythes et figures d'une aventure urbaine, Paris, Hazan, 1998 (réimpr. 2004), 1re éd., 478 p. (ISBN 2-85025-624-2 et 978-2-85025-624-0, OCLC 406294705, BNF 36999395).

(en) Beatriz Colomina, Mildred Friedman, William J. Mitchell, J. Fiona Ragheb et Jean-Louis Cohen, Frank Gehry, Architect : [exhibition, Solomon R. Guggenheim museum, New York, May 18-August 26, 2001, Guggenheim museum Bilbao, October 29, 2001-February 1, 2002], New York, Guggenheim museum publ., mai 2001, 390 p. (ISBN 0-8109-6929-7 et 978-0-8109-6929-2, OCLC 47123560, BNF 39168340)
- «Le Corbusier’s secret Laboratory, From Painting to Architecture», edited by Jean-Louis Cohen with Staffan Ahrenberg,  Hatje Cantz, 2013
- Avec Cristiana Mazzoni «La gare et ses rails : charpente structurelle de la ville moderne. Entre réalité spatiale et images mythiques (1850-1900)», in Jean-Louis Cohen, Hartmut Frank (dir.), Metropolen. Mythen - Bilder - Entwürfe. 1850-1950, Deutscher Kunstverlag, Berlin, 2013.  (ISBN 978-3422070264)
- Jean-Louis Cohen, Le Corbusier : La planète comme chantier, Paris, Textuel, coll. « Passion », 2015, 2e éd. (1re éd. 2005), 239 p. (ISBN 978-2-84597-510-1, OCLC 61700990).
- Jean-Louis Cohen, Architecture, modernité, modernisation, leçon inaugurale au Collège de France prononcée le jeudi 21 mai 2014 (lire en ligne).
- Richard Klein et Jean-Louis Cohen, Robert Mallet-Stevens et ses photographes, Paris, Éditions du Patrimoine, coll. « Collection Regards », 2018, 64 p. (ISBN 978-2-7577-0610-7).
- avec André Lortie (dir.), Des fortifs au périf, éditions du Pavillon de l’Arsenal, 2021  (ISBN 978-2-35487-056-0).

- Articles parus dans les Cahiers d’Art: «L’Architecture et le musée, une relation trouble » (Cahiers d’Art Ellsworth Kelly, 2012. p. 82-87), « l‘Atelier de Jacques Lipchitz par le Corbusier »,  (Cahiers d’Art, Rosemarie Trockel, 2013. p. 154-165), « Frank Gehry, Malibu la maison-atelier de Ron Davis» (Cahiers d’Art, Gabriel Orozco, 2018, p. 148-158), «Miró chez Sert, une hospitalité méditerranéenne » (Cahiers d’Art, 2018 Miró, p.108-114)

- Jean-Louis Cohen, « Franck Gehry, Catalogue raisonné of the Drawings», volume 1, Cahiers d’Art, 2020
- Jean-Louis Cohen, Franck Gehry, Les chefs-d’œuvre, Jean-Louis Cohen, coédition Cahiers d’Art & Flammarion, 2021

## Décoration
- Officier de l'ordre des Arts et des Lettres

## Distinctions
- Grand prix du livre de l'Académie d'architecture à Paris en 1996
- Prix de théorie de l’architecture de la Fondations Schelling en 2010